# Alejandro Villanueva
Alejandro Villanueva (4 de junho de 1908 - 11 de abril de 1944) foi um futebolista peruano. Ele competiu na Copa do Mundo FIFA de 1930, sediada no Uruguai, na qual a seleção de seu país terminou na décima colocação dentre os treze participantes. Atualmente dá nome ao estádio onde seu clube, o Alianza Lima, manda seus jogos.E O homenageou pois tinha papel fundamental na equipe

## Morte
Morreu precocente, vítima de tuberculose, aos 35 anos, em 11 de abril de 1944.